# Mike Connors
Mike Connors, nome d'arte di Krikor Ohanian (Fresno, 15 agosto 1925 – Tarzana, 26 gennaio 2017), è stato un attore statunitense, noto soprattutto per il ruolo di Joe Mannix nella serie televisiva Mannix.

## Biografia
Di origine armena, nacque a Fresno, in California. Compì i suoi primi passi nel cinema in pellicole noir come So che mi ucciderai (1952) e in film avventurosi quali L'isola nel cielo (1953) e Le donne della palude (1956). Dopo aver partecipato alla grande produzione biblica I dieci comandamenti (1956), fu attivo sul piccolo schermo, in particolare in tre serie poliziesche: Tightrope, della CBS, durata una sola stagione (1959-1960), F.B.I. oggi, dell'ABC (1981-1982), ma soprattutto Mannix. Connors era cugino del cantante francese Charles Aznavour.

## Filmografia parziale

### Cinema
- So che mi ucciderai (Sudden Fear), regia di David Miller (1952)
- Il 49º uomo (The 49th Man), regia di Fred F. Sears (1953)
- Sky Commando, regia di Fred F. Sears (1953)
- L'isola nel cielo (Island in the Sky), regia di William A. Wellman (1953)
- Il mostro del pianeta perduto (Day the World Ended), regia di Roger Corman (1955)
- Cinque colpi di pistola (Five Guns West), regia di Roger Corman (1955)
- La freccia sulla croce (The Twinkle in God's Eye), regia di George Blair (1955)
- Giaguaro (Jaguar), regia di George Blair (1956)
- Le donne della palude (Swamp Women), regia di Roger Corman (1956)
- La pantera del West (The Oklahoma Woman), regia di Roger Corman (1956)
- La carne e lo sperone (Flesh and the Spur), regia di Edward L. Cahn (1956)
- I dieci comandamenti (The Ten Commandments), regia di Cecil B. DeMille (1956)
- Processo al rock and roll (Shake, Rattle & Rock!), regia di Edward L. Cahn (1957)
- Voodoo Woman, regia di Edward L. Cahn (1957)
- Gli arditi del settimo fucilieri (Suicide Battalion), regia di Edward L. Cahn (1958)
- Live Fast, Die Young, regia di Paul Henreid (1958)
- Panic Button... Operazione fisco! (Panic Button), regia di George Sherman e Giuliano Carnimeo (1964)
- Scusa, me lo presti tuo marito? (Good Neighbor Sam), regia di David Swift (1964)
- Quando l'amore se n'è andato (When Love Has Gone), regia di Edward Dmytryk (1964)
- Jean Harlow, la donna che non sapeva amare (Harlow), regia di Gordon Douglas (1965)
- Situazione disperata ma non seria (Situation Hopeless... But Not Serious), regia di Gottfried Reinhardt (1965)
- I 9 di Dryfork City (Stagecoach), regia di Gordon Douglas (1966)
- Se tutte le donne del mondo... (Operazione Paradiso), regia di Henry Levin e Arduino Maiuri (1966)
- Avalanche Express, regia di Mark Robson e, non accreditato, Monte Hellman (1979)
- Nightkill, regia di Ted Post (1980)

### Televisione
- Gunsmoke – serie TV, episodio 2x09 (1956)
- State Trooper – serie TV, episodio 1x07 (1956)
- Have Gun - Will Travel – serie TV, episodio 1x06 (1957)
- Maverick – serie TV, episodi 1x02-1x13 (1957)
- Il tenente Ballinger (M Squad) – serie TV, episodio 1x04 (1957)
- Telephone Time – serie TV, episodio 3x24 (1958)
- Cimarron City – serie TV, episodio 1x06 (1958)
- The Texan – serie TV, episodio 1x05 (1958)
- Rescue 8 – serie TV, episodio 1x10 (1958)
- The Rough Riders – serie TV, episodio 1x17 (1959)
- Tightrope – serie TV, 37 episodi (1959-1960)
- Gli intoccabili (The Untouchables) – serie TV, episodio 4x07 (1962)
- Mannix – serie TV, 194 episodi (1967-1975)
- Sulle strade della California (Police Story) – serie TV, episodio 5x02  (1977)
- F.B.I. oggi (Today's F.B.I.) – serie TV, 18 episodi (1981-1982)
- La signora in giallo (Murder, She Wrote) – serie TV, 3 episodi (1989-1995)
- Un detective in corsia (Diagnosis: Murder) – serie TV, episodio 4x17 (1998)
- Walker Texas Ranger – serie TV, episodio 7x05 (1998)
- Due uomini e mezzo (Two and a Half Men) – serie TV, episodio 4x24 (2007)

## Riconoscimenti
Mike Connors vinse un Golden Globe per il miglior attore in una serie drammatica (1970), per il ruolo di Joe Mannix nella serie televisiva Mannix; ottenne inoltre altre 5 candidature consecutive al medesimo premio, dal 1971 al 1975. Ottenne anche 4 candidature (dal 1970 al 1973) agli Emmy Awards.

## Doppiatori italiani
Nelle versioni in italiano delle opere in cui ha recitato, Mike Connors è stato doppiato da:
- Giuseppe Rinaldi in So che mi ucciderai, Quando l'amore se n'è andato, Jean Harlow, la donna che non sapeva amare
- Pino Locchi in Se tutte le donne del mondo..., Situazione disperata ma non seria
- Nando Gazzolo in Scusa, me lo presti tuo marito?
- Ferruccio Amendola ne I 9 di Dryfork City
- Giancarlo Maestri in Nightkill
- Carlo Marini in Mannix
- Walter Maestosi in La signora in giallo (ep. 5x16)
- Romano Ghini in La signora in giallo (ep. 11x16, 12x08)
- Germano Longo in Due uomini e mezzo